# Second Life Syndrome
Second Life Syndrome is het tweede studioalbum van Riverside. Het album werd opgenomen gedurende de maanden juni (drums), juli en augustus 2005 in de Serakos Studio. De productie was in handen van de groep zelf en Robert en Magda Srzedniccy. Het is deel twee in de trilogie Reality dream met voorganger Out of Myself en opvolger Rapid Eye Movement. Dankzij het commercieel succes van dat eerste album binnen de progressieve rock en progmetal mocht Riverside het album opnemen voor een wat grotere speler in de progressieve markt InsideOut Music. Thema van het album is een sombere man, die zijn verleden probeert te verwerken.
De site Metal Storm verkoos het album voor langere tijd tot een van de beste tweehonderd albums aller tijden binnen de categorie metal. Het album viel ook in de smaak van Mike Portnoy, drummer van Dream Theater.. Het album stond drie weken in de Poolse Album top 50 met als hoogste notering plaats 22.

## Musici
- Mariusz Duda - zang, basgitaar
- Piotr Grudziński - gitaar
- Michał Łapaj - toetsinstrumenten
- Piotr Kozieradzki - drumstel

## Muziek
Alle teksten zijn van Duda, de muziek is van Riverside.

| Nr. | Titel                 | Duur  |
| --- | --------------------- | ----- |
| 1.  | After                 | 3:31  |
| 2.  | Volte-Face            | 8:40  |
| 3.  | Conceiving You        | 3:40  |
| 4.  | Second Life Syndrome  | 15:40 |
| 5.  | Artificial Smile      | 5:27  |
| 6.  | I Turned You Down     | 4:34  |
| 7.  | Reality Dream III     | 5:01  |
| 8.  | Dance with the Shadow | 11:38 |
| 9.  | Before                | 5:23  |